# Astomella
Astomella — рід грибів. Назва вперше опублікована 1947 року.

## Класифікація
До роду Astomella відносять 2 види:
- Astomella neolitsae
- Astomella neolitseae